# A Walk
A Walk is een in 1996 uitgegeven single van de Amerikaanse punkband Bad Religion. Het is het derde nummer van het negende studioalbum van de band, The Gray Race. Het is de eerste single uitgegeven sinds het vertrek van gitarist en songwriter Brett Gurewitz.
Naast het oorspronkelijke album The Gray Race is de single ook verschenen op het livealbum Tested en het compilatiealbum Punk Rock Songs.

## Hitlijsten
| Jaar | Titel  | Hitlijst                  | Plaats |
| ---- | ------ | ------------------------- | ------ |
| 1996 | A Walk | US Modern Rock Tracks     | 34     |
| 1996 | A Walk | US Mainstream Rock Tracks | 38     |

## Samenstelling
- Greg Graffin - zang / tekstschrijver
- Brian Baker - gitaar
- Greg Hetson - gitaar
- Jay Bentley - basgitaar
- Bobby Schayer - drums